# Uno maggio Taranto libero e pensante
Uno maggio Taranto libero e pensante è un festival musicale che dal 2013 è organizzato annualmente in occasione della Festa dei lavoratori a Taranto dall'Associazione di Promozione Sociale Comitato Cittadini e Lavoratori Liberi e Pensanti. Viene anche definito concertone per via della sua durata, dal primo pomeriggio sino a tarda notte, o più sporadicamente controconcerto data la concomitanza col Concerto del Primo Maggio di Roma.

## Produzione
Il concerto è organizzato dall'associazione Comitato Cittadini e Lavoratori Liberi e Pensanti nata nel luglio 2012 per accendere i riflettori sui problemi di Taranto legati all'Ilva e all'inquinamento. Vede tra promotori e organizzatori molti artisti tarantini, su tutti Michele Riondino, che ne è direttore artistico con Diodato e Roy Paci. Tutti gli artisti partecipanti lo fanno a titolo gratuito, essendo l'evento totalmente autofinanziato, mediante la vendita di magliette e bottiglie di vino, nonché il supporto degli sponsor privati che aderisco alla manifestazione.
Si tratta di un importante evento tra musica e denuncia che prevede, difatti, numerosi interventi di associazioni, comitati ed organizzazioni, con l'obiettivo di rappresentare i diritti dell'uomo, dell'ambiente, e coerentemente, svolgendosi il primo maggio, i diritti dei lavoratori.
L'evento si svolge, sin dalle prime edizioni, nei pressi della Concattedrale, nel Parco Archeologico delle mura Greche "Pierre Wuilleumier" sito in via Venezia a Taranto, una distesa verde tra alcuni palazzi nel centro della città, circondato da file di alberi ed antiche rovine di epoca greca, un luogo molto vissuto ed apprezzato dai tarantini che lo attraversano spesso durante le passeggiate quotidiane.
Nei giorni precedenti al festival si svolge, sempre nel medesimo parco, una fitta rassegna di eventi quali dibattiti, presentazioni di libri, proiezione del Docufilm e live prova degli artisti.

## Edizioni

### 2013
- Conduttori: Valentina Petrini e Andrea Rivera[5]
- Artisti musicali: Francesco Baccini, Luca Barbarossa, Bonomo, Pierpaolo Capovilla, Chitarre e Tammorre, Diodato, Elio Germano e le Bestierare, Fido Guido, Krikka Reggae, Lady Coco, Leitmotiv, Luminal, Fiorella Mannoia, Nadàr Solo, Officina Zoè, Orchestra Popolare Ionica, Raf, Michele Riondino con The Revolving Bridge, Roy Paci, Sciamano & Mosca 58, Sud Sound System, Riccardo Sinigallia, Daniele Sepe, Tarentum Clan, The Niro e Giovanni Truppi

### 2014
- Conduttori: Luca Barbarossa, Valentina Petrini e Andrea Rivera[9]
- Artisti musicali: 99 Posse, Afterhours, Après La Classe, Caparezza, Diodato, Fiorella Mannoia, Diverso, Cappuccetto Rozzo Mc, Don’t Ask Me, Emanuele Barbati, Fido Guido + Rockin’ Roots, Band + Idem + Gmac Citylock, Filippo Graziani, Remigio Furlanut + Mimmo Gori + Frank Buffoluto & i Pali Delle Cozze, Grazia Negro, Ilaria Graziano & Francesco Foni, “From Bedlam to Lenane”, Insintesi, Mama Marjas e Don Ciccio, MEry Fiore, Municipale Balcanica, Nobraino, Non Giovanni, Paola Turci, Rezophonic, Rubbish Factory, SLT, Stip’ Ca Groove, Sud Foundation Krù, Sud Sound System, Tre Allegri Ragazzi Morti, Una, Vinicio Capossela e la Banda della Posta[10]

### 2015
- Conduttori: Valentina Correani, Mietta, Valentina Petrini e Andrea Rivera[11]
- Artisti musicali: Bestierare, Brunori Sas, Bud Spencer Blues Explosion, Caparezza, Davide Berardi, Diodato, Fido Guido, Francesco Baccini, Ilaria Graziano & Francesco Forni, Iosonouncane, John De Leo, LNRipley, Management del dolore post-operatorio, Mannarino, Marlene Kuntz, Muro del Canto, Officina Zoè, Roy Paci Aretuska Allstars, Subsonica e Velvet

### 2016
- Conduttori: Valentina Correani, Valentina Petrini e Andrea Rivera[12]
- Artisti musicali: Afterhours, Beatrice Antolini, Daniele Silvestri, Fidoguido, Frank Buffoluto, Ghemon, Giovanni Truppi, Levante, Litfiba, LNRipley, Luminal, Mama Marjas, Ministri, Niccolò Fabi, Orchestra Mancina, Renzo Rubino, Selton, SFK, Subsonica, Teatro degli Orrori e Terraròss

### 2017
A causa della concomitanza delle elezioni comunali e in aperta polemica con l'attuale amministrazione, il comitato decide di non organizzare il concerto.

### 2018
- Conduttori: Valentina Correani, Federica Cacciola, Valentina Petrini e Andrea Rivera[14]
- Artisti musicali: Bluebeaters, Brunori Sas, Bud Spencer Blues Explosion, Vinicio Capossela, Colapesce, Coma Cose, Luca De Gennaro, Teresa De Sio, Francesco Di Bella, Fido Guido, Ghemon, Irene Grandi, Levante, Mama Marjas, Med Free Orchestra, Meganoidi, Melga, Emma, Modena City Ramblers, Mother Nature, Noemi, Ombre Cinesi, Piotta, Pizzicati int’allu core, Rezophonic e Terraròss
- Artisti vincitori del contest #Destinazioneunomaggio: Corporal Roots, I Figli dell’Officina, Moinè, Tano e l’Ora d’Aria e Turco

### 2019
- Conduttori: Valentina Correani, Valentina Petrini e Andrea Rivera[15]
- Artisti musicali: Alessandro "Asso" Stefana, Andrea Laszlo De Simone, Bobo Rondelli, Bugo, Colle der Fomento, Cor Veleno, Daniele Sepe, Dimartino, Elio, Epo, Istituto Italiano di Cumbia, Malika Ayane, Mama Marjas, Maria Antonietta, Max Gazzè, Oesàis, Sick Tamburo, Terraròss, The Winstons, Tre Allegri Ragazzi Morti e Vinicio Capossela

### 2020
A causa dell'emergenza sanitaria da COVID-19 il concerto viene annullato. Nella stessa giornata viene mostrato su LA7 un docufilm realizzato appositamente per l'occasione che vede mischiarsi interviste agli organizzatori, spezzoni di vecchi concerti ed esibizioni fatte da casa di alcuni degli artisti che hanno partecipato negli anni passati al concerto.

### 2021
Nel 2021, come l'anno precedente, l'emergenza sanitaria da COVID-19 impedisce lo svolgimento del concerto, che non viene sostituito da esibizioni in streaming anche come forma di solidarietà ai lavoratori dello spettacolo che hanno perso il lavoro a causa della pandemia.

### 2022
- Conduttori: Martina Martorano, Andrea Rivera e Serena Tarabini[18]
- Artisti musicali: Giovanni Caccamo, Fabio Celenza, Cosmo, Calibro 35 con Izi, Diodato, Tre Allegri Ragazzi Morti con Cor Veleno, Don Ciccio African Party, Ditonellapiaga, Eugenio in Via Di Gioia, Francesco Forni, Gaia, Med Free Orkestra con Fabrizio Rosso e Chiara Galiazzo, Melancholia, Ermal Meta con Giuliano Sangiorgi, Gianni Morandi, Erica Mou, N.A.I.P., Andrea Pennacchi, Terraròss, The Niro, The Zen Circus, Giovanni Truppi, Margherita Vicario e 99 Posse

### 2023
- Conduttori: Valentina Correani, Martina Martorano, Serena Tarabini, Valentina Petrini e Andrea Rivera[19]
- Artisti musicali: Carlo Amleto, Samuele Bersani, Vasco Brondi, Vinicio Capossela, Diodato, Tonino Carotone, Luca De Gennaro, Niccolò Fabi, Nino Frassica, Gemitaiz, Fido Guido, Kento, La Rappresentante di Lista, Marlene Kuntz, Meg, Mezzosangue, Omini, Willie Peyote, Ron, Renzo Rubino, Studio Murena, Terraròss e Venerus[20]

Il concerto è stato sospeso a causa della troppa pioggia, concludendosi con l'esibizione di Gemitaiz. Sono saltate quindi le esibizioni di Samuele Bersani, Vinicio Capossela, Tonino Carotone, Niccolò Fabi, Nino Frassica, Marlene Kuntz, Willie Peyote, Ron e La Rappresentante di Lista.

### 2024
- Conduttori: Martina Martorano, Serena Tarabini, Valentina Petrini e Andrea Rivera.[22]
- Artisti musicali: Area, Brunori Sas, Serena Brancale, Valerio Lundini e I VazzaNikki, Cristiano Cosa, Frenetik, Mannarino, Mama Marias & Don Ciccio, N.A.I.P., Emma Nolde, Marlene Kuntz, Gabriella Martinelli, Francesca Michielin, Willie Peyote, Selton, Terraròss, Tre allegri ragazzi morti, Malvax.[23] Uno Maggio Orchestra: Roberto Angelini, Fabio Rondanini, Gabriele Lazzarotti, Adriano Viterbini, Andrea “Fish” Pesce, Rodrigo D'Erasmo, Vincenzo Lato, Simone Alessandrini, Francesco Fratini e Tahnee Rodriguez.
- Ospiti: Ilaria Boniburini, Ultima Generazione - Fondo Riparazione, Fridays For Future, GSIm, Extinction Rebellion Italia, Notavinfo Notav, Dario Salvetti del Collettivo Di Fabbrica - Lavoratori Gkn Firenze, Armando Sallustio del Comitato Cittadini e Lavoratori Liberi e Pensanti di Taranto, La Campagna Per il Clima, Andrea Turco, Francesca Corbo, Raffaele Crocco, Parisa Nazari, Gerban Basem, Roberto Salis, Mariangela Tari, Francesca Coin, Nico Piro, Giovanni Tizian e Nello Trocchia.[24]